# 국민해방전선 축구 대표팀

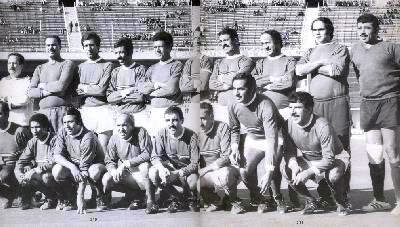

국민해방전선 축구 대표팀, 또는 NFL 축구팀은 과거 존재했던 축구 대표팀이었다. 주로 프랑스의 프로 선수들로 구성되었으며, 선수들은 당시 국민해방전선(FLN)의 알제리 독립 운동에 참여한 이들으로 축구 국가대표팀과의 축구 경기 조직을 도왔다. FLN은 범아프리카주의라는 개념을 국가 정체성의 합법화 도구이자 상징으로 사용하여 아프리카 축구를 반식민지 저항으로 사용되었다.

## 역사
프랑스와의 독립 전쟁 중이던 1958년 4월 13일에 만들어졌지만 국제축구연맹으로부터 인정 받지 못했다. 그럼에도 팀은 유럽, 중동, 아시아, 아프리카 등 약 80회의 경기를 치렀고, 총55승을 거두었다. 이러한 국제 간의 축구 경기는 알제리의 독립을 위한 수단으로 널리 사용되었다. FLN 축구팀의 목적은 프랑스에서 뛰던 알제리 선수들이 프랑스가 아닌 알제리 소속의 대표팀에서 뛰면서 독립 투쟁에 대한 국제적 인식을 높이고, FLN이 국내외 알제리인들의 지지를 받고 있음을 보여주기 위한 것으로 평가된다.
1958년부터 1962년 6월 6일까지 존재한 이 팀은 1963년에 알제리 축구 국가대표팀에 흡수되었다.